# Neuromoralidad
La neuromoralidad es un campo emergente de la neurociencia que estudia la conexión entre la moral y la función neuronal.   Los científicos utilizan la resonancia magnética funcional y la evaluación psicológica en conjunto para investigar la base neuronal de la cognición y el comportamiento moral.     La evidencia muestra que el eje central de la moralidad es la corteza prefrontal que guía la actividad hacia otros nodos de la red neuromoral.   Un espectro de características funcionales dentro de esta red que dan lugar tanto a un comportamiento altruista como psicopatológico. La evidencia derivada de la investigación de la neuromoralidad tiene aplicaciones tanto en la neuropsiquiatría clínica como en la neuropsiquiatría forense.

## Anatomía del cerebro

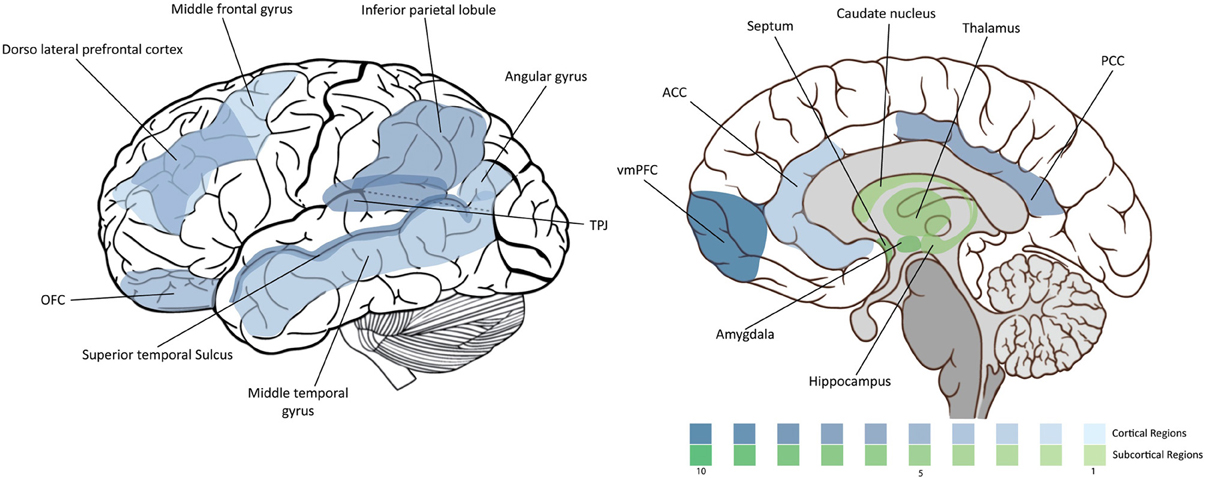
Áreas del cerebro relacionadas con el procesamiento moral y su correspondiente densidad de citas

Las principales regiones cerebrales que intervienen en la regulación de la cognición y el comportamiento moral son la corteza prefrontal ventromedial, la corteza prefrontal ventrolateral, la corteza prefrontal dorsolateral, la corteza orbitofrontal y la amígdala.    Las áreas menos pronunciadas que están involucradas en la regulación moral incluyen el giro cingulado anterior,  el giro cingulado posterior,  la ínsula anterior,  y la vía de recompensa mesolímbica. 

## Métodos de investigación
Para analizar el circuito neuromoral, los científicos realizan paradigmas experimentales utilizando fMRI y tareas que evalúan el razonamiento y el juicio moral. Un método incluye el planteamiento de dilemas morales a los sujetos, en forma de anécdotas, mientras se mide su actividad cerebral mediante fMRI.  Otro enfoque incluye la presentación de escenas e imágenes morales o inmorales cargadas de emociones a los sujetos mientras se mide su actividad cerebral mediante fMRI.  Además, medir la actividad de ensamblaje neuronal durante dilemas morales personales e impersonales también ha sido un método para investigar la moralidad a nivel cerebral.  Finalmente, el enfoque patológico investiga las anomalías tisulares en la red neuromoral y las vincula con posibles déficits cognitivos y conductuales.

## Orden funcional
El funcionamiento normal de la red neuromoral implica patrones específicos de actividad al realizar tareas morales. La corteza prefrontal ventromedial es el centro del circuito neuromoral que permite el procesamiento de estímulos con carga moral y la posterior generación de estados como la empatía, la caridad, la justicia y la culpa.    La corteza prefrontal dorsolateral permite la integración de esos estados, el razonamiento moral posterior y la generación de la capacidad de anular los estados emocionales relacionados con la moralidad.   La corteza orbitofrontal permite el procesamiento de conductas morales o inmorales realizadas por otros, permitiendo el mapeo e imitación de las conductas observadas.    La amígdala permite el reconocimiento sensorial de estímulos emocionales no integrados que se canalizan a la corteza prefrontal ventromedial para su indexación y procesamiento moral.    La vía de recompensa mesolímbica se ha relacionado con la generación de sentimientos placenteros cuando se realiza un acto no moral hacia una entidad hostil, un fenómeno llamado Schadenfreude.   La corteza cingulada permite la regulación del conflicto cuando se realiza una acción inmoral y el sentimiento de envidia cuando entidades autoidentificadas son superadas por entidades no identificadas. 

## Trastorno funcional

### Psicopatía
La psicopatía es un trastorno cerebral caracterizado por falta de emociones morales, empatía, remordimiento y culpa. Las personas con psicopatía parecen tener defectos en el juicio moral, pero no en el razonamiento moral.   Las neuroimágenes del cerebro psicopático han revelado hipoperfusión e hipometabolismo en áreas de la corteza frontal.     Las áreas de la corteza prefrontal medial y la corteza orbitofrontal se correlacionan con una puntuación más alta en la escala de psicopatía.   La amígdala también es disfuncional en los psicópatas, disminuyendo la capacidad de reconocer estímulos emocionales y careciendo de la capacidad de promover la actividad en la región promotora moral de la corteza prefrontal ventromedial.   

### Lesiones cerebrales

El daño en la corteza prefrontal ventromedial llevó a Phineas Gage a actuar sin ninguna consideración moral.

El caso más estudiado de lesión cerebral que afectó a la red neuromoral fue el de Phineas Gage, quien sufrió daños en la corteza prefrontal ventromedial debido a un accidente.  El daño llevó a Gage a una transformación completa de su personalidad que incluyó la expresión de declaraciones socialmente inapropiadas y mentiras hacia su familia y amigos. Las lesiones en el lóbulo frontal del hemisferio derecho se asocian con estados antisociales  y las lesiones frontales izquierdas se asocian con un aumento de conductas violentas.   Las personas con lesiones focales en la corteza prefrontal ventromedial y la corteza orbitofrontal presentan elecciones amorales en tareas morales y falta de empatía, compasión, vergüenza y culpa.          

## Neuropsicología clínica
El estudio de las áreas del cerebro relacionadas con la moralidad se puede utilizar para promover el comportamiento moral a través de la estimulación magnética transcraneal y la estimulación transcraneal de corriente continua. La estimulación de la corteza prefrontal medial produce una reducción de los prejuicios raciales y un aumento del rechazo de ofertas injustas.   La estimulación de la corteza prefrontal dorsolateral aumenta la confianza y la cooperación,  disminuye la agresión proactiva en los hombres,  aumenta la empatía,  y aumenta la aceptación de ofertas injustas.  La estimulación de la corteza prefrontal ventrolateral disminuye el comportamiento agresivo después de la exclusión. 

## Neurociencia forense
Los delincuentes tienen un deterioro sustancial en elementos del circuito neuromoral.  La disfunción en el área de la corteza prefrontal dorsolateral se ha relacionado con las características antisociales de impulsividad y falta de inhibición social.  La disfunción del cíngulo anterior se ha relacionado con un bajo procesamiento emocional y una mayor agresividad.   Como en el caso de Michael, el daño a la corteza orbitofrontal se ha vinculado con el comportamiento antisocial y criminal.   El daño a la corteza prefrontal ventromedial se ha vinculado con el comportamiento antisocial, la toma de decisiones deficiente y amoral y la respuesta autónoma reducida a los estímulos emocionalmente estimulantes.  Se ha propuesto que la evidencia relacionada con la función del circuito neuromoral sea una nueva vía hacia la justicia de los delincuentes.  Una de estas aplicaciones incluye la capacidad de detectar mentiras mediante fMRI. 
Un caso en el que el funcionamiento de los circuitos neuromorales estuvo implicado en el sistema judicial fue el de Michael.  Michael era un maestro de escuela que comenzó a comportarse de manera anormal al llevar contenido pornográfico a la escuela y tratar de tener relaciones sexuales con su hijastra. Al ser detenido manifestó fuertes dolores de cabeza y fue trasladado al hospital más cercano. Una resonancia magnética funcional de su cerebro reveló un tumor en la base de su corteza orbitofrontal. Cuando le extirparon el tumor su comportamiento volvió a la normalidad.
La historia de Donta Page  es otro ejemplo de la aplicación de nuestro conocimiento del circuito neuromoral. Page fue juzgado por la violación y asesinato de una joven. Durante el juicio, sus antecedentes de abuso junto con imágenes de su cerebro que mostraban daños en el circuito neuromoral llevaron a la reducción de su sentencia de muerte a cadena perpetua.